# الجبهة الأوكرانية الرابعة
الجبهة الأوكرانية الرابعة (بالروسية: Четвёртый Украинский фронт)‏ كانت جبهة من الجيش الأحمر قاتلت على الجبهة الشرقية في الحرب العالمية الثانية.
تشكلت الجبهة لأول مرة في 20 أكتوبر 1943، وأُعيد تسميتها بالجبهة الجنوبية وشاركت في عملية الهجوم الاستراتيجي على نهر دنيبر السفلي، ومعركة كييف وعملية الهجوم الاستراتيجي على شبه جزيرة القرم. بعد تحرير شبه جزيرة القرم، حُلت الجبهة في مايو 1944.
أُعيد إنشاء الجبهة الأوكرانية الرابعة للمرة الثانية في 4 أغسطس 1944، بفصل الجناح الأيسر للجبهة الأوكرانية الأولى. شاركت الجبهة في هجوم الكاربات بالتزامن مع معركة ممر دوكلا. بعد ذلك، شاركت الجبهة في المعارك في شرق وشمال ووسط سلوفاكيا، وكذلك في عملية الهجوم مورافيا-أوسترافا على الحدود البولندية المورافية وأخيرًا في هجوم براغ الذي كان المعركة النهائية في الحرب العالمية الثانية في أوروبا. 
كانت أفعال الجبهة الأوكرانية الرابعة مهمة لتحرير تشيكوسلوفاكيا. خدم فيلق الجيش التشيكوسلوفاكي الأول أيضًا في الجبهة من نوفمبر 1944 حتى مايو 1945. 
في 25 أغسطس 1945، حُلت الجبهة ودمج عناصرها في المنطقة العسكرية الكارباتية.

## القوات بين أبريل ومايو 1944

### ترتيب المعركة، في 1 أبريل 1944[2]
- جيش الحرس الثاني

- الجيش الثاني والخمسين.

### العمليات
كانت العمليات الأولى للجبهة هي عملية الهجوم الاستراتيجي على نهر دنيبر السفلي وعمليات الهجوم الاستراتيجي في كييف والدفاع الاستراتيجي في كييف . في أوائل عام 1944، بعد إنزال برمائي ضد شبه جزيرة القرم التي تحتلها ألمانيا، بدأت عملية الهجوم الاستراتيجي في شبه جزيرة القرم، حيث قامت الوحدات الرابعة، بما في ذلك جيش الحرس الثاني والجيش الحادي والخمسين والجيش الساحلي المنفصل، بتدمير الجيش السابع عشر الذي كان صامداً هناك. وكان جيش الصدمة الخامس والجيش الثامن والعشرون أيضًا جزءًا من الجبهة في ذلك الوقت، لكن لا يبدو من الخرائط العسكرية الأمريكية أنهما شاركا فعليًا في المعركة.

## القوات بين أغسطس 1944 وأغسطس 1945

### ترتيب المعركة، 1944 - 1945
- جيش الحرس الأول
- الجيش الثامن عشر
- الجيش الجوي الثامن
- الفيلق الأول للجيش التشيكوسلوفاكي، منذ نوفمبر 1944
- الجيش الثامن والثلاثين، منذ نوفمبر 1944
- الجيش الستين، منذ مارس 1945

## قادة الجبهة
- الجنرال فيودور تولبوخين (أكتوبر 1943 - مايو 1944)
- الجنرال إيفان يفيموفيتش بتروف (أغسطس 1944 - مارس 1945)
- الجنرال أندريه إيفانوفيتش يريومينكو (مارس 1945 - مايو 1945)